# Pierre Béique
Pour les articles homonymes, voir Béique.

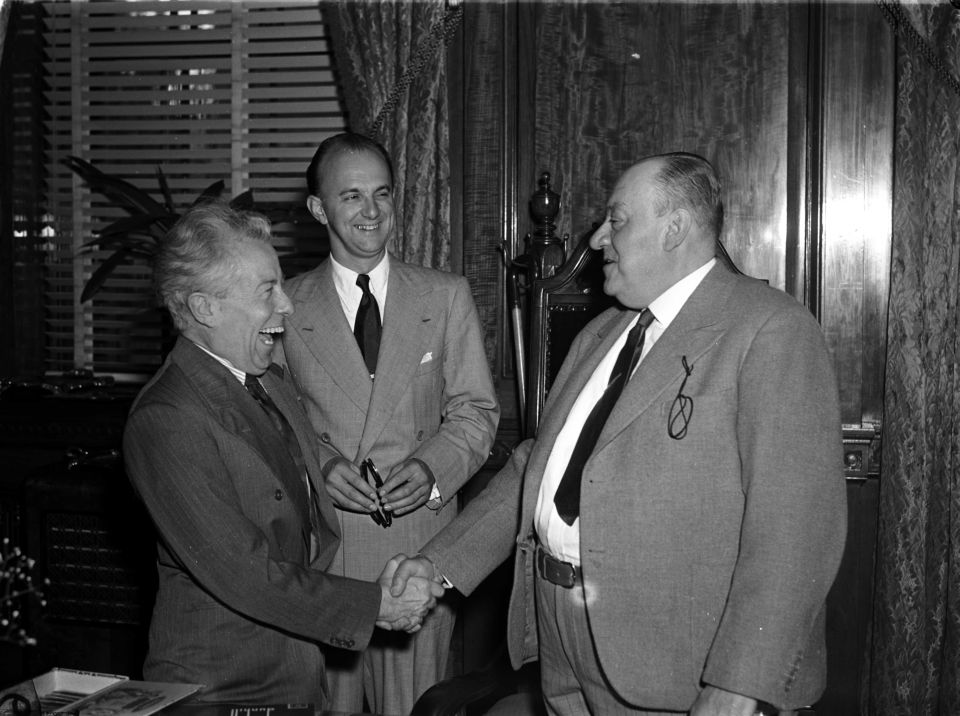
De gauche à droite: Désiré Defauw, directeur artistique de l’OSM (1941-1953), Pierre Béique, administrateur de l’Orchestre Symphonique de Montréal, OSM (1939-1970) et le maire de Montréal Camillien Houde, le 2 août 1946.

Pierre Béique était un administrateur québécois (7 septembre 1910 à Montréal - 27 février 2003 à Montréal). Il fait ses études classiques aux Collège Sainte-Marie de Montréal et Collège Jean-de-Brébeuf, et des études en commerce à l'Université McGill.
Il participe à la fondation de la Société des concerts symphoniques de Montréal en 1934 et assume le poste d'administrateur directeur général de l'Orchestre symphonique de Montréal de 1939 à 1970. Au début de son mandat, il gère un budget de 25 000 $. Lorsqu’il quitte son poste en 1970, il est de 2 000 000 $. À titre d’administrateur, il avait « la responsabilité totale de l’engagement des chefs d’orchestre et des solistes, ainsi que la confection des programmes. Il assuma ces tâches jusqu’à sa retraite », écrit Agathe de Vaux .
Il devient par la suite « conseiller spécial auprès du président de l'OSM (1970-75), conseiller musical auprès de l'administrateur délégué (1977), adjoint spécial au directeur artistique (1978-80), conseiller spécial du directeur artistique (1981-87) et directeur général émérite depuis 1987, il demeure en définitive celui qui a donné à l'OSM sa forme et son style actuels », écrivent les biographes Pierre Rochon et Gilles Leclerc.
En 1998, le Fonds Pierre Béique a été créé afin d'assurer la pérennité de l'OSM,.

## Grand Orgue Pierre-Béique
En 2014, on donne à l'orgue de la Maison symphonique de Montréal le nom de Grand Orgue Pierre-Béique, en hommage à l'un des fondateurs de l’Orchestre symphonique de Montréal (OSM) ; il existe grâce à un don de cinq millions de dollars de Jacqueline Desmarais. Le concert inaugural a lieu le 28 mai 2014,.

## Distinctions
- 1978 - Grands Montréalais
- 1989 - Officier de l'Ordre du Canada
- 2001 - Intronisé au Panthéon canadien de l'art lyrique
- 2016 - Commandeur de l'Ordre de Montréal